# Torre Mayor
Torre Mayor er en skyskraber i Mexico City, Mexico. Den er med sine 225 meter (bortset fra antennen på taget) Mexicos 3. højeste bygning. Den blev færdig i 2003 og er på 55 etager, har en kælder i 4 plan, 29 elevatorer og et samlet kontorareal på 84 135 m². Bygningen regnes som en af de sikreste i verden og kan klare jordskælv på op til 9.0 på Richterskalaen.